# ポケット (whiteeeenの曲)
「ポケット」は、whiteeeenの2枚目となるシングル。2015年8月5日にZEN MUSICから発売された。

## 概要
- 2015年8月5日発売。作詞、作曲はGReeeeNが手掛けている。
- whiteeeenの2ndシングル。

## 収録曲
1. ポケット [4:03]
  - 作詞・作曲：GReeeeN
  - 映画『シンドバッド 空とぶ姫と魔法の島』主題歌[1]
  - 映画『シンドバッド 魔法のランプと動く島』主題歌[2]
2. 恋のテンキヨホウ [5:10]
  - 作詞：志保・JIN、作曲：井上トモノリ